# 조호쿠정
조호쿠정(常北町)은 이바라키현 히가시이바라키군에 설치되었던 정이다. 현재의 시로사토정에 해당한다.
2005년 2월 1일에 가쓰라촌, 나나카이촌과 합병해 시로사토정이 되어 조호쿠정은 소멸하였다.

## 지리
- 지리
- 산:타카다야마
- 하천 : 나카 강, 후지이 강, 마에자와 강, 니시다 강

## 역사
- 1955년 2월 11일 - 이시즈카정 고마쓰촌 사이고촌이 합병해 조호쿠정이 성립하였다.
- 1963년 4월 1일 - 국도 123호가 제정되었다.
- 1966년 6월 1일 - 이바라키 교통 이바라키 선의 이시즈카 - 오젠야마 간 영업이 폐지되었다.
- 1968년 6월 16일 - 이바라키 교통 이바라키 선 대학 앞 - 이시즈카 간 영업이 폐지되었다.
- 1988년 12월 1일 - 미토 시와 경계를 변경하였다.
- 1995년 12월 27일 - 미토시와 법정협의회 '미토시·조키타마치 합병협의회' 설치(주민 발의).
- 2005년 2월 1일 - 가쓰라촌, 나나카이촌과 합병해 시로사토정이 성립해 조호쿠정은 소멸하였다.

## 교통

### 도로
- 국도 123호선